# Waverly (Michigan)
Waverly – jednostka osadnicza w Stanach Zjednoczonych, w stanie Michigan, w hrabstwie Eaton.